# 5月30日
5月30日是公历一年中的第150天（闰年第151天），离全年结束还有215天。

## 大事記

### 19世紀以前
- 1431年：在被博韦教区主教皮埃尔·科雄判处异端后，法国民族英雄圣女贞德在卢昂遭到火刑处决。
- 1626年：中国北京西南隅的王恭厂附近发生原因不明的大规模爆炸，造成约2万余人死亡。

### 19世紀
- 1814年：法蘭西第一帝國與第六次反法同盟簽訂廢黜拿破崙一世的《巴黎條約》，路易十八登上王位。
- 1841年：事件爆發。
- 1854年：美國國會針對堪薩斯州和內布拉斯加州通過堪薩斯-內布拉斯加法案，從而終止密蘇里妥協。
- 1888年：香港山頂纜車通車。

### 20世紀
- 1902年：60名代表投票决定接受和约中内容，预示即将结束。
- 1903年：鄒容著作《革命軍》出版。
- 1911年：美國賽車車手雷·哈羅在印第安納波利斯賽車場贏得第一屆印第安納波利斯500冠軍。
- 1913年：参与第一次巴尔干战争的各国签署《伦敦条约》，同意让阿尔巴尼亚宣告独立。
- 1921年：第五届远东运动会在中国上海开幕。
- 1922年：美国总统沃伦·G·哈定主持位于华盛顿哥伦比亚特区的林肯纪念堂竣工仪式。
- 1923年：布里亚特共和国成立。
- 1925年：中国上海公共租界的英国巡捕向游行的工人开枪射击，造成13人死亡，五卅惨案发生。
- 1925年：约瑟夫·戈登·考特斯（英语：Gordon Coates）任新西兰总理。
- 1926年：若泽·门德斯·卡贝萨达斯出任葡萄牙总理。
- 1929年：拉姆齊·麥克唐納领导的工党赢得英国大选。
- 1930年：間島（現延邊朝鮮族自治州）发生暴動，當地朝鮮居民在共產國際支持下展開針對日本及國民政府的東北軍的攻擊，襲擊了日本領事館、駐紮在當地的機關和鐵道設施。
- 1940年：納粹德國軍隊空襲巴黎。
- 1940年：法国远征军总司令阿尔方斯·朱安被德军俘虏。
- 1941年：德国攻占克里特岛。
- 1949年：匈牙利外长拉伊克·拉斯洛因阴谋叛国罪被捕，于是被指控为背离亲苏路线的匈牙利共产党人开始遭受全面清洗。
- 1963年：佛教徒危機：在西貢南越國民議會外舉行了反對親天主教歧視的抗議活動，這是對吳廷琰總統的首次公開示威。
- 1966年：美国第一颗在月球上软着陆的探测器从肯尼迪航天中心发射升空。
- 1967年：奈及利亞軍官奧杜梅格伍·奧朱古宣布在東南部獨立為比亞法拉共和國，引發奈及利亞內戰。
- 1970年：台湾泰源事件中的5名臺獨人士江炳興、陳良、鄭金河、詹天增、謝東榮，被蔣中正判處死刑，於安坑槍決。
- 1971年：美国发射水手9号，第一枚成功的火星探测器。
- 1971年：中华人民共和国取得联合国席位
- 1972年：日本赤军的三名成员在以色列特拉维夫卢德国际机场发动恐怖袭击，造成26人死亡。
- 1975年：中国第一次发现古生代地层油田。
- 1975年：成立。
- 1978年：孫運璿担任中华民国行政院长。
- 1981年：孟加拉国总统齊亞·拉赫曼在吉大港遇刺身亡，阿卜杜勒·萨塔尔出任代总统。
- 1987年：果阿升格为印度第25个邦。
- 1989年：在八九學運中，北京学生制作的民主女神雕像在天安门广场竖立。
- 1991年：香港的士慢駛抗議政府取消的士燃油附加費。
- 1992年：绿党在巴西里约热内卢举行第一次全球性集会。
- 1994年：联合国安理会提出对朝鲜进行核项目调查并对其进行制裁，参见朝鲜核危机。

### 21世紀
- 2003年：英国警方逮捕了一名涉嫌虐待伊军战俘的士兵。
- 2004年：香港数万人游行纪念六四天安门事件。
- 2004年：金鲜一在伊拉克费卢杰被俘。
- 2005年：中国网络审查：互联网著作权行政保护办法颁布。
- 2008年：香港交易所在收市競價時段部分股價出現混亂，惟己於6月2日開市後回復正常。
- 2008年：禁止使用、轉讓和儲存集束彈藥的《集束彈藥公約》獲得通過。
- 2012年：国际刑事法院以利比里亚前总统查尔斯·泰勒在塞拉利昂内战中犯有战争罪和危害人类罪为由，判处其50年监禁。
- 2015年：日本小笠原群岛附近海域发生里氏規模8.1的地震，是日本境内观测到的最大规模的深源地震。
- 2024年：美國紐約州最高法院裁定前總統唐納·川普在封口費醜聞中涉及的偽造商業紀錄刑事罪名全數成立，使其成為首位遭定罪的前總統。

## 出生
- 1010年：宋仁宗赵祯，北宋皇帝（1063年逝世）
- 1672年：彼得大帝，俄国沙皇（1725年逝世）
- 1757年：亨利·阿丁頓，英國政治人物，曾任英國首相（1844年逝世）
- 1768年：艾蒂安·德·南蘇蒂，法國騎兵少將（1815年逝世）
- 1814年：米哈依尔·巴枯宁，俄罗斯政治学家（1876年逝世）
- 1814年：歐仁·夏爾·卡塔蘭，比利時數學家（1894年逝世）
- 1824年：大村益次郎，日本醫師、西洋學者，幕末維新十傑之一（1869年逝世）
- 1845年：阿玛迪奥一世，西班牙薩伏伊王朝國王（1890年逝世）
- 1846年：彼得·卡爾·法貝熱，俄國珠寶設計家（1920年逝世）
- 1868年：阿卜杜勒-邁吉德二世，鄂圖曼土耳其帝國最後一任哈里發（1944年逝世）
- 1869年：朱利奧·杜黑，義大利軍事理論家（1930年逝世）
- 1875年：喬瓦尼·秦梯利，義大利哲學家（1944年逝世）
- 1881年：格奧爾格·馮·屈希勒，納粹德國陸軍元帥（1968年逝世）
- 1893年：朱家驊，中華民國地質學家、政治人物（1963年逝世）
- 1896年：霍華·霍克斯，美國電影導演、製作人（1977年逝世）
- 1899年：歐文·托爾伯格，美國製作人（1936年逝世）
- 1908年：汉尼斯·阿尔文，瑞典物理学家，1970年諾貝爾物理學獎得主（1995年逝世）
- 1909年：班尼·古德曼，美國單簧管演奏家（1986年逝世）
- 1909年：諾里斯·布拉德伯里，美國物理學家（1997年逝世）
- 1912年：朱利叶斯·阿克塞尔罗德，美國生物化學家，1970年諾貝爾生理學或醫學獎得主（2004年逝世）
- 1912年：李福樹，香港會計師、兩局議員（1995年逝世）
- 1913年：赫爾曼·法夫，荷蘭裔美國真菌學家（2001年逝世）
- 1914年：安藝乃海節男，日本相撲力士，第37代橫綱（1979年逝世）
- 1920年：安岡章太郎，日本小說家（2013年逝世）
- 1920年：法蘭克林·沙夫納，美國電影導演（1989年逝世）
- 1925年：約翰·科克，美國計算機科學家（2002年逝世）
- 1928年：安妮·華達，法國女攝影師、導演（2019年逝世）
- 1933年：秦裕琨，中國熱能工程、燃燒學專家（2023年逝世）
- 1934年：阿列克谢·列昂诺夫，蘇聯太空人（2019年逝世）
- 1935年：倪匡，香港作家、編劇、節目主持人（2022年逝世）
- 1936年：梅芳，台灣女演員
- 1937年：朱樹勳，台灣醫師，亞東醫院院長（2025年逝世）
- 1943年：弗朗切斯科·里佐，義大利男子足球運動員（2022年逝世）
- 1951年：費爾南多·盧戈，巴拉圭政治人物，第33任巴拉圭總統
- 1953年：殘雪，中國作家
- 1955年：中村勘三郎，日本歌舞伎演員（2012年逝世）
- 1955年：傑克·羅勃茲，美國摔角運動員
- 1956年：大衛·薩索利，義大利政治家、新聞工作者，歐洲議會主席（2022年逝世）
- 1956年：卡特琳娜·薩凱拉羅普盧，希臘政治人物，現任希臘總統
- 1959年：酒井敏也，日本男演員
- 1962年：崔岷植，韓國男演員
- 1966年：湯瑪斯·哈斯勒，德國足球運動員
- 1967年：丁國琳，台灣女演員
- 1968年：陳慧珊，香港女藝人
- 1969年：河瀨直美，日本電影女導演
- 1969年：北村龍平，日本電影導演
- 1970年：月影瞳，日本女演員、前寶塚歌劇團成員
- 1971年：鄭家榆，台灣女演員
- 1971年：伊迪娜·曼佐，美國女演員、歌手
- 1971年：趙軟祐，韓國男演員
- 1972年：向語潔，台灣女藝人
- 1972年：曼尼·拉米瑞茲，多明尼加職業棒球運動員
- 1972年：保志总一朗，日本男性聲優
- 1973年：黃裕登，台灣棒球運動員
- 1974年：周焯華，澳門著名罪犯，賭業人士，太陽城集團創辦人
- 1974年：安德里·拉喬利納，馬達加斯加政治人物，現任馬達加斯加總統
- 1975年：麥可·彼特·費爾，美國、新加坡著名罪犯，因犯法而被新加坡法庭判處鞭刑
- 1976年：馬格努斯·諾曼，瑞典網球運動員
- 1977年：鶴岡一成，日本棒球運動員
- 1978年：潘雲峰，香港音樂組合糖兄妹成員、吉他手
- 1979年：釘宮理惠，日本女性聲優
- 1979年：傅其慧，臺灣女配音員
- 1980年：史蒂芬·傑拉德，英格蘭足球運動員
- 1980年：太田哲治，日本男配音員
- 1981年：張懸，台灣女歌手
- 1981年：瑞吉·威利斯，美国棒球運動員
- 1982年：埃迪·格里芬，美國籃球運動員（2007年逝世）
- 1982年：小鯊龍，台灣女漫畫家
- 1982年：哈成智，香港足球運動員
- 1982年：雷米吉尤斯·澤馬塔帝斯，立陶宛政治人物
- 1983年：柳濟國，韓國棒球運動員
- 1983年：賴嘉輝，香港足球運動員
- 1983年：李騰，新加坡男藝人
- 1984年：沈國輝，香港足球運動員
- 1984年：姚婷芝，香港女主持人
- 1984年：林智鴻，台灣第3屆高雄市議員
- 1985年：筱靖，香港女藝人
- 1985年：于莎莎，中國女演員
- 1987年：鄭欣宜，香港女演員
- 1987年：鄒文正，香港男歌手
- 1989年：石川由依，日本女性聲優
- 1989年：朴孝敏，韓國女子偶像團體T-ara成員
- 1989年：李藝真，韓國女歌手
- 1989年：亞歷山德拉·杜爾蓋魯，羅馬尼亞網球女運動員
- 1990年：李淳，台灣男演員
- 1990年：李佳祺，中國女子花式滑冰運動員
- 1990年：林潤娥，韓國女子偶像團體少女時代成員
- 1992年：高橋香波，日本女演員
- 1992年：歐鎧淳，香港游泳女運動員
- 1992年：哈里森·巴恩斯，美國職業籃球運動員
- 1993年：福士蒼汰，日本男演員
- 1993年：高藤直壽，日本男子柔道運動員
- 1996年：陳嘉慧，香港女演員
- 1997年：小嶋真子，日本女子團體AKB48成員
- 1997年：銀河，韓國女子偶像團體前GFRIEND、VIVIZ成員
- 1997年：裴俊英，韓國男子偶像團體THE BOYZ成員
- 1999年：周冠宇，中国一级方程式赛车手
- 2002年：豆原一成，日本男子偶像團體JO1成員
- 生年不詳：柊優花，日本女性聲優
- 生年不詳：時雨羽衣，日本插畫家、漫畫家

## 逝世
- 531年：昭明太子蕭統，梁武帝長子（501年出生）
- 339年：优西比乌，巴勒斯坦地区教会监督或主教（生年不詳）
- 947年：楚文昭王馬希範，五代十國時期南楚君主（生年不詳）
- 1431年：圣女贞德，法国民族英雄，天主教圣女（1412年出生）
- 1574年：查理九世，法蘭西國王（1550年出生）
- 1640年：鲁本斯，比利时画家（1577年出生）
- 1744年：亚历山大·蒲柏，英国诗人（1688年出生）
- 1770年：弗朗索瓦·布歇，法国画家（1703年出生）
- 1778年：伏尔泰，18世纪法国启蒙运动的领导人和精神领袖（1694年出生）
- 1927年：文森佐·塞魯利，義大利天文學家（1859年出生）
- 1934年：东乡平八郎，日本元帅、海军大将（1848年出生）
- 1946年：路易斯·斯洛廷，加拿大物理學家、化學家（1910年出生）
- 1960年：鮑里斯·巴斯特納克，蘇聯作家，1958年諾貝爾文學獎得主（1890年出生）
- 1961年：拉斐爾·特魯希略，多明尼加政治人物、獨裁者，前任多明尼加總統（1891年出生）
- 1964年：利奧·西拉德，匈牙利裔美國核物理學家、發明家（1898年出生）
- 1969年：熊秉坤，湖北省政協委員，被認為武昌起義打響第一槍的人（1885年出生）
- 1972年：倪柝声，中国基督徒领袖（1903年出生）
- 1977年：保羅·戴斯蒙，美國爵士薩克斯風手、作曲家（1924年出生）
- 1978年：片山哲，日本首相（1887年出生）
- 1992年：埃莉·尤娜拉，印尼女演員、監製（1923年出生）
- 1996年：魏利煌，马来西亚政治人物（1920年出生）
- 2006年：今村昌平，日本电影导演（1926年出生）
- 2008年：羅倫佐·奧登，電影真實故事主角。六歲診斷為ALD患者。因食物卡在肺部，死於吸入性肺炎，與ALD無關。（1978年出生）
- 2011年：羅莎琳·薩斯曼·雅洛，美國醫學物理學家，1977年諾貝爾生理學或醫學獎得主（1921年出生）
- 2015年：博·拜登，美國律師，第44任特拉华州總檢察長（1969年出生）
- 2023年：萬哲先，中國數學家（1927年出生）
- 2023年：賴莎·奧法里爾，古巴女子排球運動員（1972年出生）
- 2024年：凱文·愛德華·菲利克斯，聖露西亞天主教卡斯特里總教區榮休總主教（1933年出生）
- 2025年：方剛，香港男演員（1947年出生）

## 节假日和习俗
- 國際抱貓日 （页面存档备份，存于）
- 世界海狮日
- 世界多發性硬化症關懷日
- 尼加拉瓜：母親節
- ：建國日（英语：Statehood Day (Croatia)）
- 斐济：國父紀念日
- 中国：全国科技工作者日
- ：独立日
- 马来西亚沙巴：豐收節
- 美国波多黎各：盧德大屠殺紀念日